# Goethedenkmal (Aš)

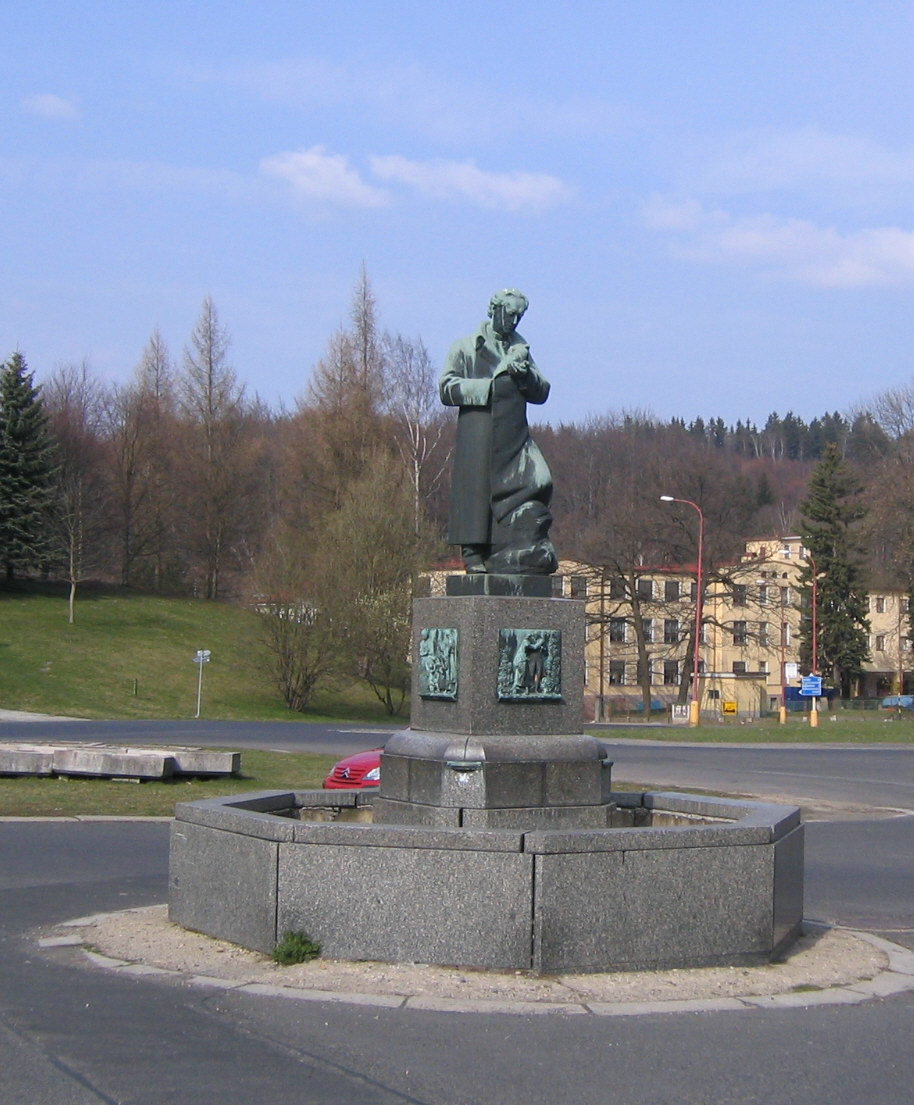
Goethedenkmal

Das Goethedenkmal in Aš erinnert an mehrere Aufenthalte des Dichters Johann Wolfgang von Goethe an der Mautgrenze der Stadt und die Begrüßung durch Honoratioren während seiner Reisen von Weimar über Hof (Saale) und Hazlov in die westböhmischen Bäder.
Der Marktbrunnen aus dem Jahr 1867 wurde als Goethedenkmal umgestaltet und bei einer Goethe-Jubiläums-Feier am 28. August 1932 enthüllt. Entwürfe und Skizzen sind im Stadtmuseum Aš ausgestellt.
Bedingt durch Straßenbaumaßnahmen wie die Schaffung eines Kreisverkehrs an der Kreuzung der Moravská, Studentská und Saská, wurde der Brunnen mit Statue im Jahr 2008 demontiert und zur Restauration durch Experten in einem Depot eingelagert. Beim Abbau wurde in einem Metallkasten ein Glasbehälter mit Postkarten, Zeitungen, Münzen und Dokumenten aus dem Einweihungsjahr 1932 gefunden.
Die geplante Wiederaufstellung hatte sich wegen Geldmangel seit 2009 immer wieder verzögert, ist aber zu einem späteren Zeitpunkt, nur wenige Meter vom ursprünglichen Standort entfernt, schließlich vollzogen worden.